# Gabriel Vasconcelos Ferreira
Gabriel Vasconcelos Ferreira (Unaí, 1992. szeptember 27. –), egyszerűen csak Gabriel, olimpiai ezüstérmes brazil labdarúgó, az olasz Lecce kapusa.

## Statisztikái

### Klubokban
2018. február 17-én lett frissítve.
| Klub                  | Szezon           | Liga             | Liga            | Liga  | Kupa            | Kupa  | Nemzetközi      | Nemzetközi | Egyéb           | Egyéb | Összesen        | Összesen |
| Klub                  | Szezon           | Bajnokság        | Pályára lépések | Gólok | Pályára lépések | Gólok | Pályára lépések | Gólok      | Pályára lépések | Gólok | Pályára lépések | Gólok    |
| --------------------- | ---------------- | ---------------- | --------------- | ----- | --------------- | ----- | --------------- | ---------- | --------------- | ----- | --------------- | -------- |
| Cruzeiro              | 2010             | Série A          | 0               | 0     | 0               | 0     | 0               | 0          | —               | —     | 0               | 0        |
| Cruzeiro              | 2011             | Série A          | 0               | 0     | 0               | 0     | 0               | 0          | —               | —     | 0               | 0        |
| Cruzeiro              | 2012             | Série A          | 0               | 0     | 0               | 0     | 0               | 0          | —               | —     | 0               | 0        |
| Cruzeiro              | összesen         | összesen         | 0               | 0     | 0               | 0     | 0               | 0          | —               | —     | 0               | 0        |
| Milan                 | 2012–13          | Serie A          | 0               | 0     | 0               | 0     | 0               | 0          | —               | —     | 0               | 0        |
| Milan                 | 2013–14          | Serie A          | 7               | 0     | 0               | 0     | 0               | 0          | —               | —     | 7               | 0        |
| Carpi                 | 2014–15          | Serie B          | 39              | 0     | 0               | 0     | —               | —          | —               | —     | 39              | 0        |
| Napoli                | 2015–16          | Serie A          | 1               | 0     | 0               | 0     | 3               | 0          | —               | —     | 4               | 0        |
| Milan                 | 2016–17          | Serie A          | 0               | 0     | 0               | 0     | —               | —          | 0               | 0     | 0               | 0        |
| Milan                 | 2017–18          | Serie A          | 0               | 0     | 0               | 0     | 0               | 0          | —               | —     | 0               | 0        |
| Milan                 | összesen         | összesen         | 7               | 0     | 0               | 0     | 0               | 0          | 0               | 0     | 7               | 0        |
| Cagliari (kölcsönben) | 2017             | Serie A          | 3               | 0     | 0               | 0     | —               | —          | —               | —     | 3               | 0        |
| Empoli (kölcsönben)   | 2018             | Serie B          | 3               | 0     | 0               | 0     | —               | —          | —               | —     | 3               | 0        |
| Karrier összesen      | Karrier összesen | Karrier összesen | 54              | 0     | 0               | 0     | 3               | 0          | 0               | 0     | 56              | 0        |